# Ahmed al-Haznawi
Ahmed Ibrahim al-Haznawi (arab. ‏احمد ابراهيم الحزناوي‎; ur. 11 listopada 1980 w Al-Baha, zm. 11 września 2001 w Shanksville) – saudyjski terrorysta, zamachowiec samobójca. Był jednym z czterech porywaczy samolotu linii United Airlines (lot 93), który w czasie zamachów z 11 września 2001 roku w wyniku buntu pasażerów rozbił się w lasach nieopodal Shanksville w Pensylwanii, nie docierając do celu.

## Rola al-Haznawiego w zamachu terrorystycznym
Al-Haznawi wniósł na pokład samolotu atrapę bomby a także prawdopodobnie atrapę pistoletu, gdy porywacze przejęli samolot o godzinie 9.28. Zastraszał pasażerów tymi przedmiotami uprzednio przygotowując je w toalecie samolotu. Groził także wysadzeniem bomby i zakazywał pasażerom przemieszczania się po samolocie.